# Urwiese
Urwiesen sind in der Geobotanik ursprüngliche Wiesen- und Rasengesellschaften, die bereits vor der Rodungstätigkeit des Menschen z. B. im Hochgebirge und an der Meeresküste bestanden haben.
Aus klimatischen Gründen wäre Mitteleuropa, nach allgemeiner Lehrmeinung, vermutlich fast vollständig mit Wäldern bedeckt, wenn der Mensch diese nicht durch z. B. Rodung oder Weidehaltung aufgelichtet bzw. verdrängt hätte. Unter diesen Umständen wären natürliche Wiesengesellschaften nur an den wenigen Standorten vorgekommen, die für den Baumwuchs ungünstig sind. Im Hochgebirge ist z. B. die Durchschnittstemperatur zu gering und die Vegetationszeit zu kurz, so dass sich Bäume nicht mehr entwickeln können. An den Küsten ist der Boden zu salzig.
Seit der Bronzezeit trieben die Bewohner der Alpentäler im Sommer ihre Tiere auf die Urwiesen oberhalb der Baumgrenze (1800 bis 2400 m). Da diese Tiere auch in den umliegenden Wäldern weideten, wurden die meisten nachwachsenden Bäume zerstört und es entstanden die heutigen Almen. Die Baumgrenze wurde dabei nach unten verschoben.
Die Urwiesen bestehen aus besonderen Pflanzengesellschaften, die sich in ihrer Artenzusammensetzung von den von Menschen geschaffenen Wiesen und Weiden unterscheiden. Ein Beispiel sind die Blaugras-Horstseggenrasen der Alpen, die auf Kalkgestein eine besonders hohe Artenvielfalt aufweisen und prototypisch für die bunten Blumenwiesen der Alpen stehen. Hier findet man z. B. nicht nur diverse Enzianarten, sondern auch das Alpen-Edelweiß (Leontopodium nivale).
Auch die an den Küsten gelegenen Salzwiesen sind als Urwiesen anzusehen.
Geht man hingegen davon aus, dass auch in Mitteleuropa große Pflanzenfresser einen maßgeblichen Einfluss auf den Bewuchs gehabt hätten, wie es die Megaherbivorenhypothese darstellt, wären deutlich größere Flächen Europas als natürliches Offenland zu betrachten. Demnach ersetzte die menschliche Nutzung in diesen Gebieten lediglich die zuvor von mittlerweile teilweise ausgestorbenen Großpflanzenfressern ausgeübte Auflichtung des Waldes. In Frage kommen dabei teils prähistorische, teils noch heute existierende Pflanzenfresser wie Waldelefanten, Nashörner, Auerochsen, Wildpferde oder Rothirsche.